# Мемуары охотника на лис
«Мемуары охотника на лис» (англ. Memoirs of a Fox-Hunting Man) — роман Зигфрида Сассуна, впервые опубликованный в 1928 году издательством Faber and Faber. Является частью «Трилогии Шерстона». Он получил Готорнденскую премию и Мемориальную премию Джеймса Тейта Блэка и сразу же был признан классикой английской литературы. За годы, прошедшие с момента его первого появления, он неоднократно изучался в британских школах.

## Создание
До публикации этой книги репутация Зигфрида Сассуна основывалась исключительно на его поэзии, в основном написанной во время и по поводу Первой мировой войны. Только через десять лет после окончания войны, после некоторого опыта журналистики, он почувствовал себя готовым перейти к прозе. Он был так не уверен в разумности этого шага, что решил опубликовать «Мемуары охотника на лис» анонимно. Это описание его ранних лет, представленное в форме автобиографического романа, с вымышленными именами центральных персонажей, включая самого Сассуна, который появляется как «Джордж Шерстон». К написанию произведения Сассуна подтолкнул случай на войне, когда в окопах на свободе оказалась лиса, и один из его друзей застрелил её. Однако книга в значительной степени опирается на его довоенную жизнь, а верховая езда и охота являются одними из любимых занятий автора.
Большая часть материала для романа взята из собственных дневников Сассуна. Он сказал, что его вдохновила работа Марселя Пруста, сказав: «Несколько страниц Пруста заставили меня задуматься, не являются ли незначительные эпизоды самыми значительными». В частности, рассказывается, что его отношения с «тётей Эвелин», вымышленным изображением его матери Терезы, оказали большое влияние на его воспитание.

## Сюжет
История представляет собой серию эпизодов юности Джорджа Шерстона, начиная от его первых попыток научиться ездить верхом и заканчивая опытом победы в гонках точка-точка. Название несколько вводит в заблуждение, поскольку книга в основном посвящена серии знаковых событий детства и юности Шерстона/Сассуна, а также его встречам с различными комическими персонажами. «Матч на выставке цветов», рассказ о ежегодном деревенском матче по крикету — важном событии для участников, — в котором молодой Шерстон играет значительную роль, позже был опубликован Фабером отдельно как самостоятельный рассказ. Книгу можно считать юмористическим произведением, в котором охота на лис, один из главных интересов Сассуна, становится олицетворением невинного умонастроения молодого человека в годы перед началом войны. Книга заканчивается его зачислением в местный полк «Сассекс Йоменри» и последующим переводом с комиссией во «Flintshire Fusiliers», батальон Королевского Уэльса, который был отправлен во Францию. Мемуары продолжаются в двух произведениях: «Мемуары пехотного офицера» и «Успех Шерстона».